# Rio Crixás-Açu
Der Rio Crixas-Açu, auch Crixás grande genannt, ist ein rechter Zufluss des Rio Araguaia im brasilianischen Bundesstaat Goiás in der Mesoregion Nordwest-Goiás. Seine Quelle befindet sich östlich der Serra do Acampamento und westnordwestlich von Nova América auf dem Gemeindegebiet von Crixás, für welche er der Namenspate ist.
Westlich der Serra do Acampamento entspringt ebenfalls sein „Schwesterfluss“ Rio Crixás-Mirim, auch Crixá pequenha (kleine Crixás) genannt. Sie mündet als linker Zufluss in den Rio Crixas-Açu, kurz vor dem nationalen Schutzgebiet Meandros do Rio Araguaia und nahe der Mündung des Rio Crixás-Açu in den Rio Araguaia.

## Geografischer Verlauf
Abgesehen von seiner Quell-Gemeinde Crixás ist der Rio Crixás-Açu bis zu seiner Mündung in den Rio Araguaia stets ein Grenzfluss zwischen den folgenden goianischen Gemeinden:
| Linksseitige Gemeinde  | Rechtsseitige Gemeinde   |
| Crixás                 | Guarinos                 |
| Crixás                 | Santa Terezinha de Goiás |
| Uirapuru               |                          |
| Mara Rosa              |                          |
| Amarlina               |                          |
| Mundo Novo             |                          |
| Bonópolis              |                          |
| São Miguel do Araguaia |                          |
| Nova Crixás            |                          |

## Zuflüsse
Die wichtigsten Zuflüsse sind:
| Linke Zuflüsse                                                    | Rechte Zuflüsse                                                      |
|                                                                   |                                                                      |
| - Córr. Alagado - Rio Vermelho - Rio Palmeiral - Rio Crixás-Mirim | - Rio do Peixe - Rio dos Bois - Riachão - Rio Gregório - Rio Pintado |